# David Talbot Rice
Pour les articles homonymes, voir Rice.
David Talbot Rice (11 juillet 1903, à Rugby - 12 mars 1972, à Cheltenham) est un historien de l'art britannique. Son père portait le nom de «Talbot-Rice » et lui et sa femme publièrent sous le nom de « Talbot Rice », mais sont aussi parfois sous le nom de « Rice » seul.

## Biographie
Né à Rugby, il grandit dans le Gloucestershire (Angleterre). Il fait ses études au Collège d'Eton avant d’étudier l'archéologie et l'anthropologie à Christ Church. À Oxford, son cercle d'amis comprend Evelyn Waugh et Harold Acton ainsi que sa future femme (Elena) Tamara Abelson (1904-1993) qu’il épouse en 1927. Elle est une émigrée russe qu’il a d'abord connue à Oxford. Elle est aussi historienne de l'art écrivant sur l'art byzantin et d’Europe orientale ainsi que sur d'autres sujets sous le nom de Tamara Talbot Rice.
Après avoir obtenu son diplôme, Rice entreprend un certain nombre de fouilles archéologiques à l'étranger et développe une passion pour Byzance. Son expertise dans le domaine de l'art islamique est établie lorsqu’en 1932, Samuel Courtauld dote l’Institut Courtauld à l'Université de Londres et que Rice est parmi les premiers embauchés, prenant un poste de maître de conférences.
Rice est ensuite nommé à la chaire Gordon Watson, des beaux-arts à l'Université d'Edimbourg en 1934, poste qu'il occupe jusqu'à sa mort en 1972. Pendant la Seconde Guerre mondiale, il sert comme chef de la section Proche-Orient du renseignement militaire (MI3b), qui est responsable de l'Europe de l'Est, comprenant la Yougoslavie, mais à l'exclusion de la Russie et de la Scandinavie. Listé à l'origine sur la liste spéciale en 1939, il est transféré à l'Intelligence Corps en 1943. Il termine la guerre avec le grade de major.
Lorsque la paix revient, il retourne en Écosse et crée un diplôme à l'université qui combine histoire de l'art et de l'art visuel en studio et est encore décerné aujourd'hui. Son ambition de créer un centre des arts à l'Université est réalisée à titre posthume lorsque la galerie Talbot Rice est ouverte et nommée en son honneur.
De 1952 à 1954, il dirige les fouilles du Grand Palais de Constantinople à Istanbul, en Turquie.

## Quelques publications
- The Birth of Western Painting: a History of Colour, Form, and Iconography Illustrated from the Paintings of Mistra and Mount Athos, of Giotto and Duccio, and of El Greco.  London, Routledge, 1930.
- Byzantine Art. Oxford, Clarendon Press, 1935 (last revised edition Penguin, 1968).
- Byzantine Painting at Trebizond. London, Allen & Unwin, 1936.
- Russian Icons. London, Penguin Books, 1947.
- English Art, 871-1100. Oxford, Clarendon Press, 1952.
- The Beginnings of Christian Art. London, Hodder and Stoughton, 1957.
- The Art of Byzantium. London, Thames and Hudson, 1959.
- Byzantine Icons. London, Faber and Faber, 1959.
- Art of the Byzantine Era, coll. « The World of Art Library ». London, Thames and Hudson, 1963.
- Islamic Art, coll. « The World of Art Library ». London, Thames and Hudson, 1965.
- Constantinople: Byzantium - Istanbul. London: Elek Books, 1965.
- Dark Ages: the Making of European Civilization. London, Thames and Hudson, 1965.
- A Concise History of Painting: From Prehistory to the 13th Century, coll. « The World of Art Library ». London, Thames and Hudson, 1967.
- Byzantine Painting: the Last Phase. New York, Dial Press, 1968.
- Icons and their Dating: a Comprehensive Study of their Chronology and Provenance. London, Thames and Hudson, 1974.